# Clara de la Rocha
Clara de la Rocha fue una revolucionaria mexicana, hija de Herculano de la Rocha, héroe revolucionario del noroeste de México.

## Vida
Nació en Durango en 1890. Se sabe que en 1910 se afilió al movimiento maderista junto a su padre, el general Herculano de la Rocha. La familia de Clara estaba establecida en Durango y Sinaloa. Durante el movimiento armado fue nombrada Comandante de Guerrilla y luego Coronela, participó en la toma violenta de la ciudad de Culiacán, Sinaloa en 1911. También formó parte del grupo de ataque encabezado por su padre, Herculano de la Rocha, que tomó a nombre de los revolucionarios la Casa de Moneda de Sinaloa y participó en la batalla por la iglesia del Santuario donde los revolucionarios combinaron fuerzas y lograron la rendición de los Federales.
Durante la lucha por la toma de Culiacán, Sinaloa, en 1911, Clara de La Rocha luchó junto a su padre, el general Herculano de la Rocha (agricultor acomodado que tenía propiedades en la zona de Los Algodones, Sinaloa). Ambos realizaron un papel protagónico en varios combates, obligaron a la rendición de los federales parapetados en el edificio del templo de la catedral de Culiacán ubicado en la Avenida principal de la ciudad (actualmente Avenida Álvaro Obregón); Clara, con su puntería infalible, amedrentó a los federales. Ambos, padre e hija, en un acto heroico protegiéndose de las balas bajo los arcos del antiguo Puente Cañedo sobre el río Tamazula, derribaban a tiros a todo federal que se atrevía a exponer su cabeza. Clara, después, colaboró con su padre, Herculano de la Rocha, en el ataque para tomar control de la Casa de Moneda de Sinaloa, ubicada en la calle Rosales en Culiacán, Sinaloa, con éxito, en gran parte gracias a la enorme astucia de Herculano quien, con inteligencia, supo vencer a los federales y quitarles el control de la Casa de Moneda de Sinaloa. Clara también participó en otro combate muy importante en el que las fuerzas revolucionarias lograron la rendición de los federales atrincherados en la manzana ubicada actualmente entre la calle Ángel Flores y la avenida Donato Guerra, cuyo edificio principal era la iglesia del Santuario del Sagrado Corazón de Jesús, ubicado en el centro histórico de Culiacán, Sinaloa; en ese combate acorralaron a los federales que, al inicio, lanzaron varios disparos contra los revolucionarios; después los revolucionarios contestaron el fuego, se defendieron con todo lo que tenían disponible y les dispararon a los federales una tremenda lluvia de disparos que los obligó a retirarse; los federales sobrevivientes se dieron cuenta de que habían sido rebasados por la furia de los revolucionarios sinaloenses y que ya no podían hacer nada para controlarlos. Entonces los federales en retirada se escondieron en la azotea de la iglesia del Santuario, los revolucionarios estuvieron esperando a los federales para que bajaran de su escondite en la azotea de la iglesia del Santuario, los revolucionarios estaban muy molestos porque habían sido agredidos por los federales y querían atraparlos a como diera lugar. Los federales recibieron un último mensaje con la orden de que se rindieran, los federales no pudieron escapar porque los estaban esperando abajo para atraparlos, entonces los federales no tuvieron otra opción que bajar de la azotea y rendirse ante los revolucionarios. Clara alcanzó el grado de Coronela en el movimiento revolucionario.
Su presencia se desvanece en el proceso revolucionario evidenciando la dificultad participativa de la mujer en un mundo en el que sus méritos no se reconocían. Pasó a formar parte de la leyenda popular, aunque no se registra ningún corrido que hable de sus hazañas en combate y, sobre todo, de la manera en que avergonzaba a los hombres compitiendo con ellos en torneos de puntería que ganaba indefectiblemente. 
El epitafio de la tumba de Clara que está en el Panteón Civil de la ciudad de Culiacán dice textualmente: CLARA DE LA ROCHA. CORONELA REVOLUCIONARIA DE 1910 CON TODO EL AMOR DE SUS HIJOS ENRIQUE Y ROSA. DESCANSE EN PAZ. CULIACAN SIN. JUNIO 1 DE 1970. (Fuente: Rosendo Romero Guzmán)
Se tiene por continuadora de la tradición iniciada por las mujeres tenochcas, Pupualtzin, Catalina de Erauso, María Paula de Los Santos, Josefa Ortiz de Domínguez, Manuela Medina y Leona Vicario, las mujeres del Mercado de La Merced y las de Juchitán.